# Gobierno de José Manuel Marroquín
El Gobierno de José Manuel Marroquín se dio entre el 31 de julio de 1900 y el 7 de agosto de 1904 en Colombia. Su gobierno se desarrolló durante la Guerra de los Mil Días y fue parte de la Hegemonía Conservadora entre 1886 y 1930.

## Llegada al poder
Marroquín encabezó una rebelión del Partido Conservador que estableció una alianza con el jefe del Partido Liberal, Aquileo Parra, deponiendo al presidente Sanclemente del Partido Nacional, el 31 de julio de 1900, estando el anciano presidente retirado en Villeta, por su intolerancia al clima de Bogotá.
En la mañana comenzaron las primeras acciones hasta que a casi la media noche del 31 de julio, los cañones de la Plaza de Bolívar estallaron al unísono, dando el anuncio de la caída de Sanclemente y el comienzo de la era Marroquín. La conspiración, que se venía tramando desde finales del mes, se nutrió del resentimiento cosechado por Marroquín desde 1898 y del interés de los conservadores por controlar el gobierno sin dar participación a los liberales. La rebelión tomó por sorpresa a Caro, quien no previó que Marroquín fuera capaz de tal acto.
Asumió el poder con 72 años y una de sus primeras medidas consistió en poner bajo arresto a Sanclemente, a quien se acusó de ser un senil y ser incapaz de gobernar durante la guerra.

## Gabinete ministerial
| Ministerio                          | Imagen | Nombre                              | Inicio                   | Fin                      |
| ----------------------------------- | ------ | ----------------------------------- | ------------------------ | ------------------------ |
| Ministerio del Gobierno             |        | Guillermo Quintero Calderón         | 31 de julio de 1900      | 1902                     |
| Ministerio del Gobierno             |        | Nicolás Perdomo                     | 1902                     | 1902                     |
| Ministerio del Gobierno             |        | Francisco Mendoza Pérez             | 1902                     | 1903                     |
| Ministerio del Gobierno             |        | Aristídes Fernández                 | 1903                     | 1903                     |
| Ministerio del Gobierno             |        | José Antonio Pinto                  | 1903                     | 7 de agosto de 1904      |
| Ministerio de Relaciones Exteriores |        | Carlos Martínez Silva               | 31 de julio de 1900      | 22 de abril de 1901      |
| Ministerio de Relaciones Exteriores |        | Antonio José Uribe                  | 22 de abril de 1901      | 5 de febrero de 1902     |
| Ministerio de Relaciones Exteriores |        | Felipe F. Paul                      | 5 de febrero de 1902     | 1903                     |
| Ministerio de Relaciones Exteriores |        | Luis Carlos Rico                    | 1903                     | 23 de abril de 1904      |
| Ministerio de Relaciones Exteriores |        | Francisco de Paula Mateus           | 23 de abril de 1904      | 7 de agosto de 1904      |
| Ministerio de Guerra                |        | General Guillermo Quintero Calderón | 31 de julio de 1900      | 17 de septiembre de 1900 |
| Ministerio de Guerra                |        | Próspero Pinzón                     | 18 de septiembre de 1900 | 6 de octubre de 1900     |
| Ministerio de Guerra                |        | José Domingo Ospina                 | 7 de octubre de 1900     | 28 de marzo de 1901      |
| Ministerio de Guerra                |        | Ramón González Valencia             | 28 de marzo de 1901      | 11 de julio de 1901      |
| Ministerio de Guerra                |        | Pedro Nel Ospina                    | 11 de julio de 1901      | 24 de septiembre de 1901 |
| Ministerio de Guerra                |        | José Vicente Concha                 | 24 de septiembre de 1901 | 16 de enero de 1902      |
| Ministerio de Guerra                |        | Aristídes Fernández                 | 16 de enero de 1902      | 21 de febrero de 1903    |
| Ministerio de Guerra                |        | Alfredo Vásquez Cobo                | 21 de febrero de 1903    | 7 de agosto de 1904      |
| Ministerio de Hacienda              |        | Pedro Antonio Molina                | 31 de julio de 1900      | 2 de diciembre de 1900   |
| Ministerio de Hacienda              |        | Miguel Abadía Méndez                | 2 de diciembre de 1900   | 30 de enero de 1902      |
| Ministerio de Hacienda              |        | José Ramón Lago                     | 30 de enero de 1902      | 12 de diciembre de 1902  |
| Ministerio de Hacienda              |        | Manuel Vicente Umaña                | 12 de diciembre de 1902  | 2 de junio de 1903       |
| Ministerio de Hacienda              |        | Ruperto Ferreira Gómez              | 2 de junio de 1903       | 1904                     |
| Ministerio de Hacienda              |        | Pedro Antonio Molina                | 1904                     | 30 de mayo de 1904       |
| Ministerio de Hacienda              |        | Carlos Arturo Torres                | 30 de mayo de 1904       | 7 de agosto de 1904      |
| Ministerio de Instrucción Pública   |        | Miguel Abadía Méndez                | 31 de julio de 1900      | 1 de julio de 1901       |
| Ministerio de Instrucción Pública   |        | Facundo Mutis Durán                 | 15 de julio de 1901      | 25 de septiembre de 1901 |
| Ministerio de Instrucción Pública   |        | José María Rivas Groot              | 25 de septiembre de 1901 | 13 de diciembre de 1901  |
| Ministerio de Instrucción Pública   |        | José Joaquín Casas                  | 13 de diciembre de 1901  | 27 de mayo de 1903       |
| Ministerio de Instrucción Pública   |        | Enrique Álvarez Bonilla             | 27 de mayo de 1903       | 7 de julio de 1903       |
|                                     |        | Antonio José Uribe                  | 8 de julio de 1903       | 1904                     |

## Política interna

### Reforma educativa
Como educador y humanista con experiencia que era, Marroquín dio importancia a la educación en su gobierno y de hecho, fue la única obra en la que verdaderamente sobresalió dado el panorama sombrío de su período. Reformó el modelo educativo en su país mediante la ley 39 del 26 de octubre de 1903.
La educación se dividió en un sistema escolar y universitario, dividiendo la enseñanza oficial en primaria, secundaria, profesional, industrial y artística, modelo que se mantiene hasta la fecha. Para la educación rural, Marroquín estableció la enseñanza en temas agrícolas, industriales y comerciales. 
El  9 de mayo de 1902, se fundó la Academia Colombiana de Historia, el Ministerio de Instrucción Pública autorizó la creación de una Comisión de Historia y Antigüedades Patrias que pasó a ser la actual Academia. Fue formalizada con el decreto 1808 del 12 de diciembre de 1902. 

### Creación del departamento de Nariño
El 6 de agosto de 1904 se da la creación del departamento de Nariño.

## Orden público

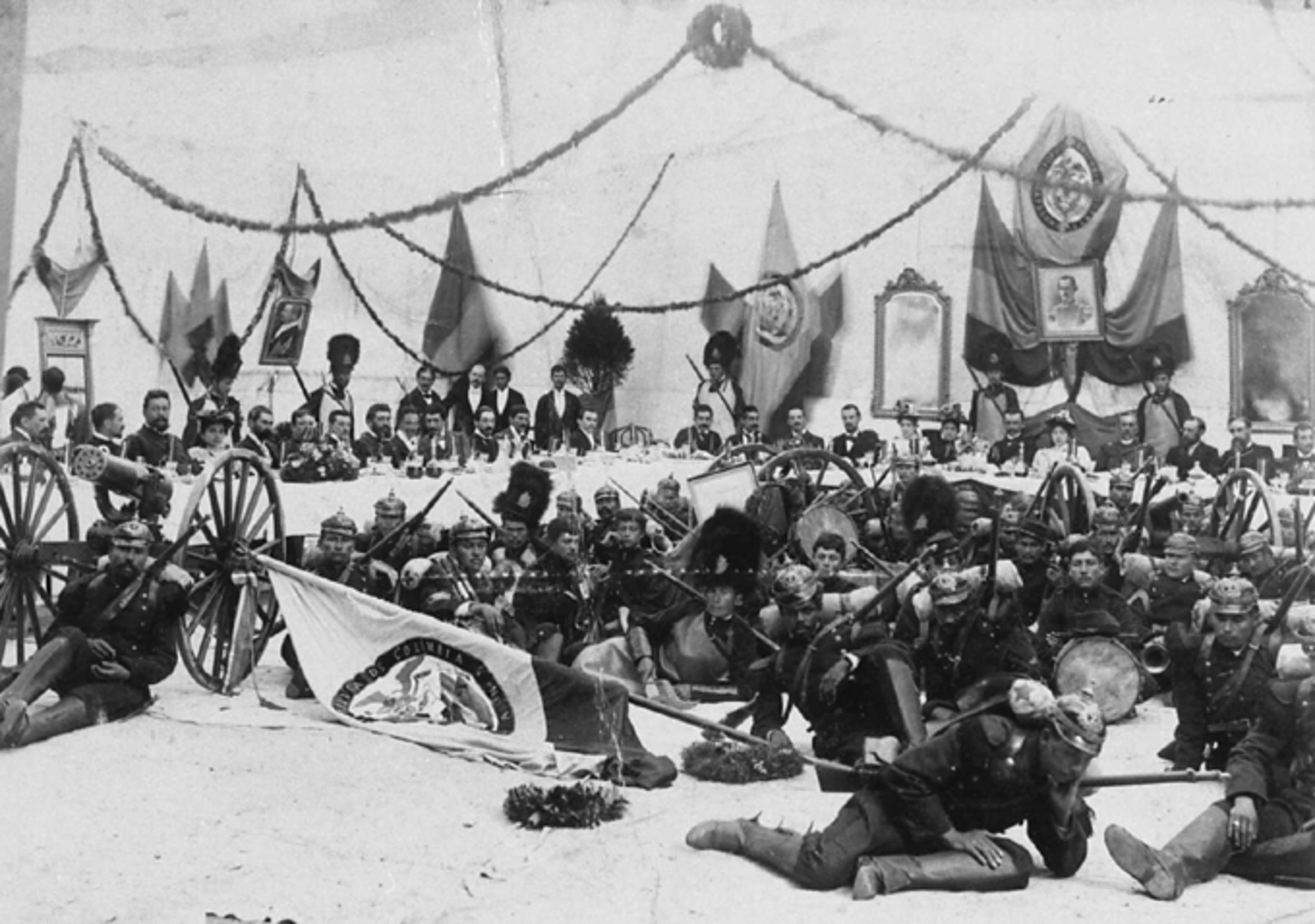
Banquete de militantes del gobierno en 1899.

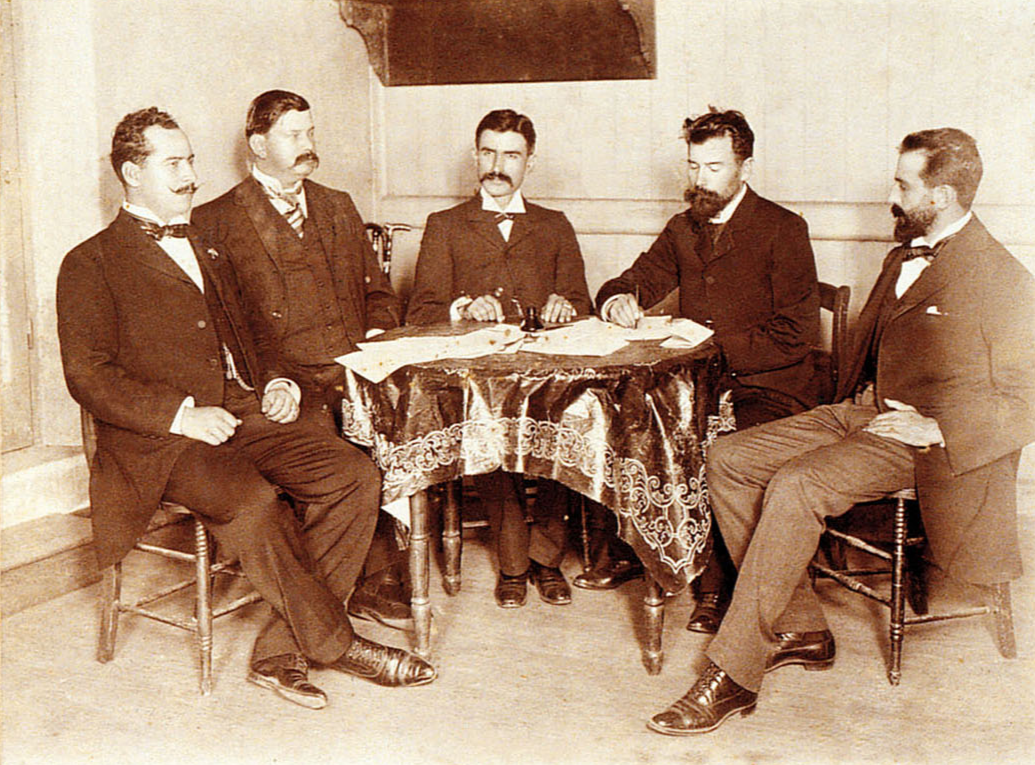
Firmantes del tratado de derecha a izquierda Benjamín Herrera,Lucas caballero,Eusebio Morales, Vazquez Cobo y Manuel Salazar.

### Guerra de los Mil Días
En su gobierno durante la Guerra de los Mil Días, enfrentó a las guerrillas liberales en combates que cubrieron la mayor parte del territorio nacional, especialmente la Costa Atlántica y Panamá, donde los revolucionarios recibieron la ayuda de tropas extranjeras procedentes de Nicaragua, Venezuela y Ecuador, destacándose la Batalla de Carazúa el 13 de septiembre de 1901, donde el Ejército Nacional de Colombia vence a las fuerzas invasoras venezolanas.
En adición, el gobierno gastó cantidades exorbitantes de dinero del erario en la adquisición de armamento y equipo para las tropas conservadores, pese a que al final, los mal armados campesinos liberales se impusieron por la destreza de su líder, el general Benjamín Herrera. En contraste, los conservadores no pudieron convencer a su amado líder Rafael Reyes de unirse a la causa, dado que él era disidente del conservatismo y estaba en oposición a Caro y Marroquín.
Con la firma de los tratados de Neederlandia, Chinácota y Winsconsin, dio por terminado el conflicto que, aunque había terminado en noviembre de 1902, la lentitud con que viajaban las noticias hizo que la paz y el restablecimiento del orden público no se declararan hasta el 1 de junio de 1903. La guerra dejó un saldo de 100 000 muertos. Acabada la guerra, y por medio del Decreto 933 de 1903 le otorgó el indulto a combatientes liberales de las regiones de Cundinamarca, Boyacá, Santander y Tolima.

## Economía
Marroquín recibió un país en plena guerra civil, y la mayor parte de su período las finanzas estatales giraron en torno a la financiación del conflicto. La inflación rebasó los niveles normales del mercado y la economía nacional terminó arruinada por el largo conflicto. Esos niveles inflacionarios terminaron por alejar a los inversionistas extranjeros del país, sumado a que se ordenó de forma descontrolada la emisión de papel moneda para intentar frenar el déficit fiscal.
En adición, había recibido del anterior gobierno la caída de la cotización internacional del café en 1896, lo que generó un descontento importante entre los cafeteros del país. Sus medidas arancelarias no mejorar el problema, ya que Marroquín grabó más las exportaciones.

## Sociedad

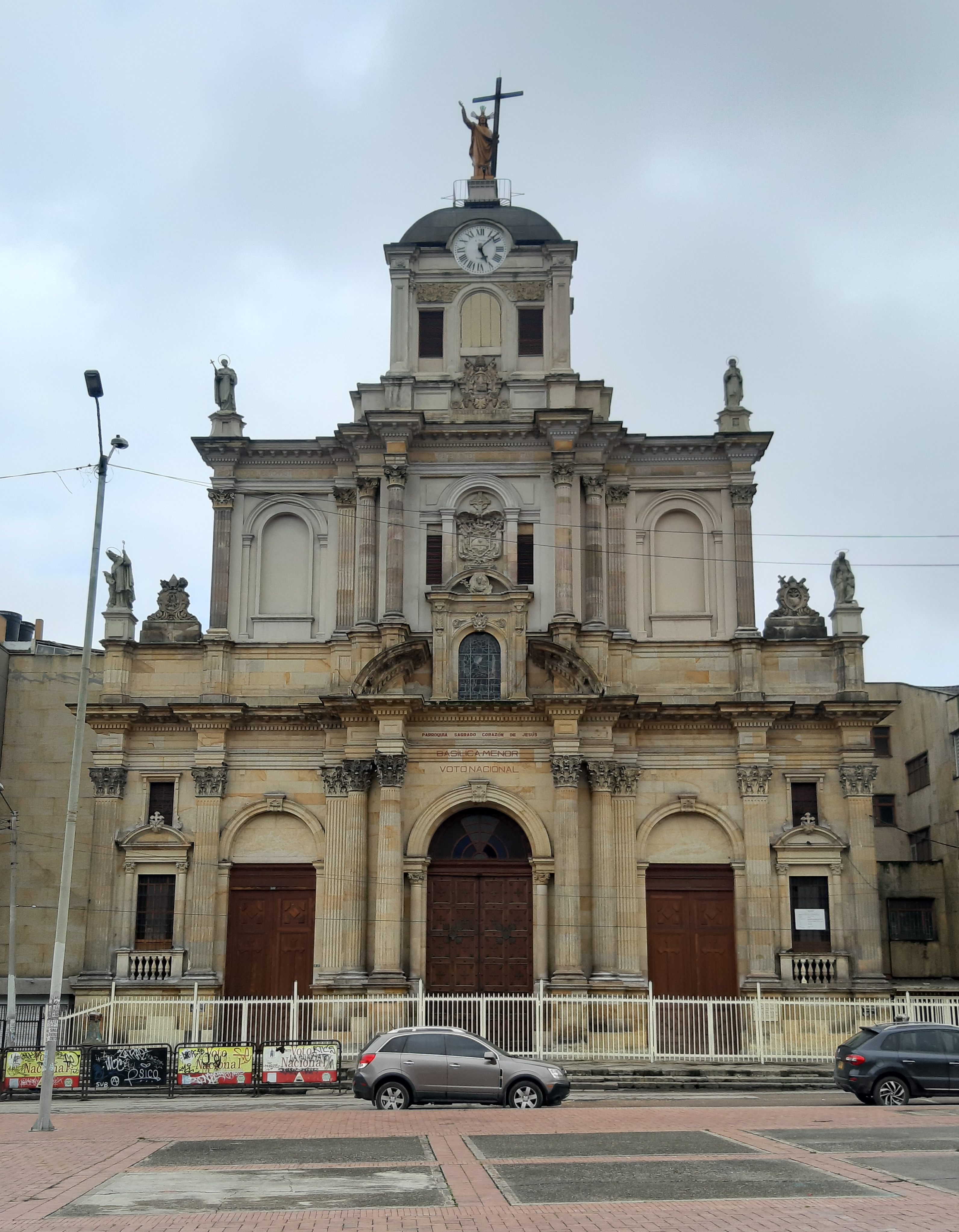
Basílica del Voto Nacional

Consagración de Colombia al Sagrado Corazón
A raíz de los estragos causados por la Guerra de los Mil Días y la cantidad de muertes que se derivaron de este conflicto, el prelado de Colombia, Monseñor Bernardo Herrera Restrepo, Arzobispo de Bogotá solicitó al papa León XIII la consagración del país a la devoción del Sagrado Corazón de Jesús.
La consagración se hizo efectiva y por medio del decreto 820 de mayo de 1902, el presidente Marroquín declaró la consagración del país, además de autorizar la construcción de un templo católico en honor a la devoción, conocida en la actualidad como Iglesia del Voto Nacional, basílica bogotana ubicada en Los Mártires (centro de la ciudad), y que es un símbolo nacional y patrimonio cultural. Ése hecho derivó en la denominación popular de Colombia como el "País del sagrado corazón".
La devoción se celebraba cada 28 de junio como fiesta nacional, hasta 1994, cuando una sentencia de la Corte Constitucional decretó el fin de la devoción como práctica estatal, ya que el presidente de la República era quien dirigía la ceremonia. El primero de ellos fue José Manuel Marroquín, durante 1903 y 1904, y el último fue el liberal César Gaviria.

## Controversias
Durante su mandato se llevó a cabo gran parte de la Guerra de los Mil Días y la Separación de Panamá de Colombia, lo que lo convierte en uno de los peores presidentes de Colombia, pese a que por cuenta propia intento profundizar en otros asuntos como, naturalmente, la educación, ya que era un hombre de letras, no un político. Los historiadores actuales concluyen que su nula experiencia política y el influjo que ejerció Caro en su gobierno fueron determinantes de su desastroso período.
De acuerdo con los historiadores, de haberse aceptado el Tratado Herrán-Hay, Colombia no hubiese perdido Panamá, dada la buena trayectoria de cancilleres que ha tenido el país y quienes hubiesen logrado renegociar el acuerdo con los estadounidenses décadas después. La buena acogida de Marroquín no se pudo imponer a la negativa de Caro, quien puso al Senado en su contra. Las labores diplomáticas de Marroquín no ayudaron mucho a mejorar la situación, ya que se sabe que envió a dos delegados a la zonaː su canciller Carlos Martínez Silva, y su ministro de Guerra, José Vicente Concha; y a ambos, insólitamente los desautorizó.
Al respecto de la situación de abandono en que estaba Panamá, se sabe que el presidente Marroquín nunca conoció el mar, lo que demuestra el poco interés que tenía en apersonarse de la situación en el lugar de los hechos. No sólo eso era cierto, sino que se sabía que Marroquín jamás había salido de su natal Bogotá, por lo que tenía poco o nulo conocimiento de la geografía del país que estaba intentando gobernar. En conclusión, varios autores insisten en que, dada su falta de visión política, se dedicó a gobernar el país como se se tratara de una de las haciendas que hábilmente administraba.